# Memories of the Alhambra
Memories of the Alhambra (koreanisch 알함브라 궁전의 추억; revidierte Romanisierung Alhambeura Gungjeonui Chueok) ist eine südkoreanische TV-Serie von tvN mit Hyun Bin und Park Shin-hye. Sie wurde vom 1. Dezember 2018 bis zum 20. Januar 2019 gesendet.

## Handlung
Nachdem Yoo Jin-woo (Hyun Bin), CEO einer auf optische Geräte spezialisierten Investmentgesellschaft, eine E-Mail über ein bahnbrechendes AR-Spiel über mittelalterliche Schlachten in der Alhambra erhalten hat, reist er nach Granada, Spanien, um den Schöpfer des Spiels, Jung Se-joo (Park Chan-yeol), zu treffen. Se-joo ist jedoch verschwunden und dort trifft er seine ältere Schwester Jung Hee-joo (Park Shin-hye), die die Besitzerin des Hostels ist, in dem er wohnt, und ein ehemaliger Gitarrist. Beide sind in mysteriöse Ereignisse verwickelt, und die von Se-joo gebaute Grenze zwischen der realen Welt und der AR-Welt verschwimmt in Yoo Jin-woos Gedanken, ohne zu wissen, wie man die beiden Welten definiert.

## Die Rollen

### Hauptrollen
- Hyun Bin als Yoo Jin-woo
- Park Shin-hye als Jung Hee-joo / Emma (Lee Chae-yoon als junge Jung Hee-joo)

### Nebenrollen

#### Leute im Umfeld von Jung Hee-joo
- Park Chan-yeol als Jung Se-joo (Kim Jun-eui als junger Jung Se-joo)[2][3]
- Kim Yong-rim als Oh Young-shim[4]
- Lee Re als Jung Min-joo (Park Chae-hee als junge Jung Min-joo)[5]
- Lee Hak-joo als Kim Sang-bum[6]

#### Leute im Umfeld von Yoo Jin-woo
- Park Hoon als Cha Hyung-seok[7]
- Lee Seung-joon als Park Seon-ho[8]
- Min Jin-woong als Seo Jung-hoon[9]
- Jo Hyun-chul als Choi Yang-joo[10]
- Lee Si-won als Lee Soo-jin[11]
- Kim Eui-sung als Cha Byung-jun[12]
- Ryu Abel als Lee Soo-kyung[4]

#### Andere
- Han Bo-reum als Ko Yoo-ra[13]
- Lee Jae-wook als Marco Han[14]
- Park Jin-woo als Noh Young-jun[4]

### Besondere Auftritte
- Park Hae-soo als A[15]
- Park Seul-gi als Unterhaltungsnachrichtenreporter
- Park Jong-jin als Nachrichtenreporter
- Eom Seong-seop als Nachrichtenreporter

## Auszeichnungen
- 2019: 55th Baeksang Arts Awards – Technical Award[16]